# 居鼻鲍登氏菌
居鼻鲍登氏菌（学名：Bowdeniella nasicola）是鲍登氏菌属的下属物种。此物种是一种革兰氏阳性、过氧化氢酶阴性、厌氧且嗜温的细菌。它最初从人的鼻子中分离出来，是一种人类病原体。